# Rosa 'Fundrose Gerda Nissen'
Rosa 'Fundrose Gerda Nissen' — сорт роз, относится к классу Розы Бурбонские и их клаймеры. 
Найдена старом частном саду и введена в культуру коллекционером старинных роз Gerda Nissen (1929-1999). Предполагается, что сорт создан в 1840—1870 годы.

## Биологическое описание
Куст высотой до 150 см.
Цветки карминово-розовые, махровые, чашевидные, позже плоские, 9—10 см в диаметре.
Аромат умеренный, фруктовый, сладкий.
Лепестков 26—40.
Цветение однократное.

## В культуре
Зоны морозостойкости (USDA-зоны): от 2b—8b.
Присутствует в коллекции бурбонских роз францисканского монастыря Kostanjevica (Нова-Горица).